# Gustav Werder (Handelswissenschaftler)

Gustav Werder, ca. 1910

Gustav Werder (* 6. September 1865; † 14. April 1937) war ein Schweizer Handelswissenschaftler, Geograph, Hochschullehrer und Verbandsfunktionär.

## Leben
Werder war von 1899 bis 1934 Professor für Handelswissenschaften und spanische, portugiesische und holländische Sprache an der Handelshochschule St. Gallen. Neben Léon Gomberg, der ebenfalls in St. Gallen lehrte, war er der erste Inhaber einer handelswissenschaftlichen Professur. Von 1904 bis 1916 war er Präsident der Ostschweizerischen Geographisch-Kommerziellen Gesellschaft St. Gallen und von 1906 bis 1916 Redaktor von deren Mitteilungen. Ausserdem war er von 1907 bis 1910 Präsident des Verbands der Schweizerischen Geographischen Gesellschaften.
Werder war argentinischer Vizekonsul.
Er war der Vater der Künstlerin Magda Werder und des Arztes Hermann Werder.

## Schriften
- mit Bernhard Fehr: Lehrbuch der englischen Handelskorrespondenz für höhere Handelsschulen, kaufmännische Fortbildungsschulen und für den Selbstunterricht. Schulthess, Zürich 1912.
- Curso completo de taquigrafía española segun el sistema simplificado de Stolze-Schrey. H. Bebie, Wetzikon 1912 (2., korr. Aufl. 1926).
- Vereinbarte Sprache und Telegraphen-Codes (= Betriebswirtschaftliche Studien. Band 16). Fehr, St. Gallen 1936.